# 지몬 비젠탈

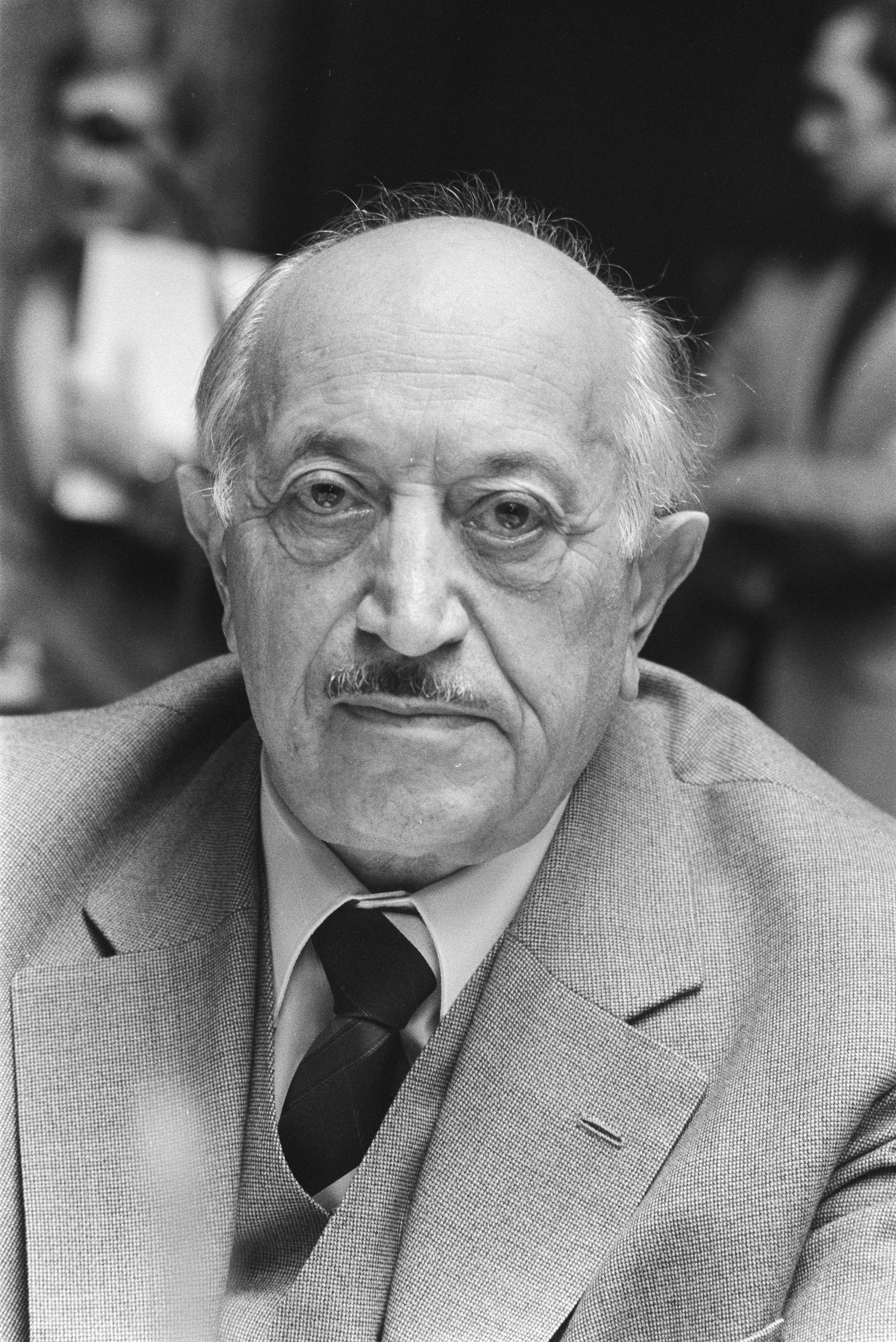
지몬 비젠탈 (1982년)

지몬 비젠탈(독일어: Simon Wiesenthal, 1908년 12월 31일 ~ 2005년 9월 20일)은 오스트리아의 유대인 학살 전쟁 범죄(홀로코스트) 연구가이다. 나치의 홀로코스트 범죄를 연구하며 아돌프 아이히만을 비롯한 많은 유대인 학살자들을 추적하였다. 2004년 영국 명예 KBE훈장(외국인대상 명예훈장)을 받았다.

## 생애
비젠탈은 갈리치아 지방의 유대인 집안에서 태어났다. 당시 그 지방은 오스트리아헝가리 제국에 속해 있었고, 폴란드인·우크라이나인·독일인·유대인 등이 복잡하게 섞여 살았다. 제1차 세계대전 후 폴란드에 속했다가 제2차 세계대전 후 소련의 우크라이나에 속하여 현재에 이른다. 한편 비젠탈의 부친은 제1차 세계대전에 참전했다 동부 전선 전투에서 전사했고, 아버지를 잃은 비젠탈 가족은 빈으로 옮겼다. 그 후 그는 프라하의 기술 대학교에서 건축공학을 전공하여 기술자로 잠시 소련에서 일하다 폴란드 르부프(현 우크라이나의 리비우)에서 지냈다.
1939년 르부프가 소련에 점령되었고, 그는 건축업을 할 수 없게 되고 시베리아의 노동 수용소(굴락)으로 추방될뻔 하다가 위기를 면했다. 그러나 그 후 독일에 점령당하자 유대인인 그는 강제수용소행을 피할 수 없었으며, 여러 수용소에서 중노동을 했다. 그의 친척과 가족들은 대부분 홀로코스트에 희생되었고, 그도 여러 차례 죽을 고비를 넘기다가 간신히 살아남았다. 1945년 5월 해방을 맞아 풀려났고, 그 후 오스트리아에 주둔하던 미군을 도와 전쟁 범죄 자료를 모으는 일을 했다. 1947년, 그는 여전히 미군 관리하에 있던 린츠에 자료센터를 설립하였다. 린츠는 아돌프 아이히만의 출신지로, 그 곳에서 그의 행방을 찾기 위해 노력했다. 그 후 이스라엘의 모사드와 협력하여 아이히만이 아르헨티나에 잠복해 있는 것을 찾아내 그를 이스라엘로 송환하였다. 새로운 문서 자료센터가 1961년 빈에 문을 열었고, 계속하여 많은 유대인 학살 관련자들을 추적하여 고발하여 그는 '나치 사냥꾼'으로 널리 알려졌다. 그의 이름을 기리는 지몬 비젠탈 센터가 1977년 미국 로스앤젤레스에 개설되어 홀로코스트 만행을 고발하는 역사 교육장으로 활용되고 있다.

## 같이 보기
- 베아테 클라르스펠트